# 柏林蒼穹下
《柏林蒼穹下》（德語：Der Himmel über Berlin）是一部由德國導演文·溫德斯執導的電影，攝于1987年。

## 劇情
達米爾（布魯諾·岡茨飾）和卡西爾（奧托·桑德飾）是守護柏林的兩個天使，早在柏林還是個城市之前，甚至早在人類誕生之前，他們就已經守護在這裏了。除了孩子以外，成年人無法感知他們的存在；而他們也成天地漫游翱翔于城市間，觀察著世人，聆聽著他們的心聲。
雖然他們是超脫了世俗的天使，但是達米爾却愛上了馬戲團吊秋千的美麗女藝人瑪瑞安（蘇韋戈·多馬丁飾）。由于馬戲團的效益不佳，瑪瑞安過著失意而又孤獨的生活，但是她從未放弃過對生活、對愛情的希望。
彼得·福爾克在影片中扮演自己。他是一個來自紐約的製片人，此時正在柏林拍攝一部關于德國納粹歷史的電影。彼得·福爾克也曾經是一個不停地觀察人世却無法體驗人世的天使，因爲厭倦了這種狀態，他拋弃了他的不朽的存在狀態而變成人，成爲了這個物質世界的一分子。
由于對肉身的渴望，達米爾也放弃了永恒的存在狀態，變成了一個普通人：他流血、看見了世界繽紛的色彩（天使看見的世界是黑白的）、抽烟、品嘗食物、享用咖啡。而後，他終于在一間酒吧裏“邂逅”了神交已久的瑪瑞安。而在影片的結局，兩人終成眷屬。

## 獎項
- 1988年第41届戛納電影節最佳導演獎

## 外部連結
- 官方網站